# Iratxoak

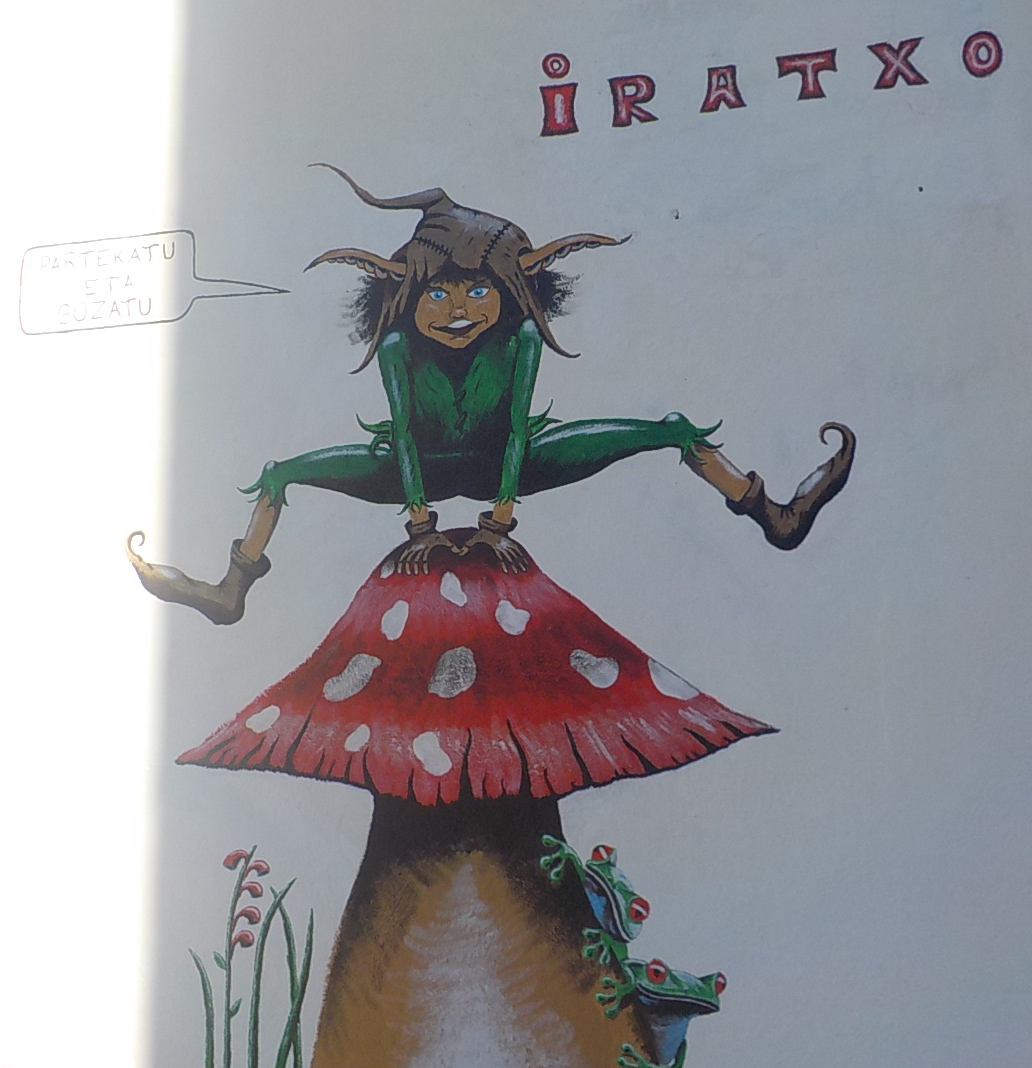
un iratxo

Iratxoak (plurale di iratxo) sono i folletti della mitologia basca.
Solitamente benevoli, aiutano lavorando i campi di notte, purché sia loro donato del cibo. 
Una categoria particolare di iratxoak sono i galtzagoriak.